# Стебни (Черновицкая область)
Стебни (укр. Стебні) — село в Конятинской сельской общине Вижницкого района Черновицкой области Украины.
До 2020 года входило в Путильский район
Население по переписи 2001 года составляло 517 человек. Телефонный код — 3738. Код КОАТУУ — 7323581004.